# 無自覚の天才
「無自覚の天才」（むじかくのてんさい）は、日本のロックバンド・Non Stop Rabbitの楽曲。メジャー2枚目、通算3枚目のシングルとして2022年7月20日にポニーキャニオンから発売された。

## 概要
前作「三大欲求」より約1年2か月ぶりのCDシングルとなる。
表題曲「無自覚の天才」は、テレビアニメ『転生賢者の異世界ライフ 〜第二の職業を得て、世界最強になりました〜』のオープニングテーマとして書き下ろされており、Non Stop Rabbitがオープニングテーマを担当するのは初となった。
2022年6月5日に公開された「転生賢者の異世界ライフ」第3弾PVにて表題曲の一部音源が初公開され、6月10日に、ジャケットが公開された。アニメの放送が開始される7月4日に表題曲が先行配信された。

## リリース・プロモーション
初回限定盤には、ワンマンライブ「メジャー入り初のワンマンライブ！2年もLIVEしてなかったからリハビリさせてや！本気の2DAYS、4番勝負！〜あの日の俺らを取り戻す〜（エモぉー）公演＠渋谷クアトロ」のライブ映像が収録されたDVDが付属する。
2022年4月25日には、初回限定盤DVDに収録されるライブのダイジェスト映像がYouTubeの音楽チャンネルに投稿された。

## ミュージック・ビデオ
無自覚の天才
監督：田口達也 / 製作：UNorder music entertainment
広大な自然の中で撮影されており、ミュージックビデオの監督を務めた田口達也は、「過保護なまでに愛情を込めた」と述べている。
豆知識
監督：田口達也 / 製作：UNorder music entertainment
2022年8月13日に公開された。ミュージックビデオには、メンバー3人がダンスをするシーンが登場しており、ダンスの振り付けも田口達也が担当している。

## 収録内容
| 全作詞・作曲: 田口達也、全編曲: 鈴木Daichi秀行。 |                          |          |            |      |
| #                                                | タイトル                 | 作詞     | 作曲・編曲 | 時間 |
| 1.                                               | 「無自覚の天才」         | 田口達也 | 田口達也   | 4:10 |
| 2.                                               | 「恋愛卒業証書」         | 田口達也 | 田口達也   | 4:37 |
| 3.                                               | 「豆知識」               | 田口達也 | 田口達也   | 3:35 |
| 4.                                               | 「無自覚の天才 (Inst.)」 | 田口達也 | 田口達也   | 4:10 |
| 5.                                               | 「恋愛卒業証書 (Inst.)」 | 田口達也 | 田口達也   | 4:35 |
| 6.                                               | 「豆知識 (Inst.)」       | 田口達也 | 田口達也   | 3:35 |
| 合計時間:                                        | 合計時間:                | 24:42    |            |      |

| #   | タイトル           | 作詞 | 作曲・編曲 |
| --- | ------------------ | ---- | ---------- |
| 1.  | 「是が非でも」     |      |            |
| 2.  | 「BIRD WITHOUT」   |      |            |
| 3.  | 「上向くライオン」 |      |            |
| 4.  | 「ALSO」           |      |            |
| 5.  | 「BAKEMONO」       |      |            |
| 6.  | 「三大欲求」       |      |            |
| 7.  | 「偏見じゃん」     |      |            |
| 8.  | 「推しが尊いわ」   |      |            |
| 9.  | 「大丈夫じゃない」 |      |            |
| 10. | 「私面想歌」       |      |            |
| 11. | 「全部ブロック」   |      |            |
| 12. | 「音の祭」         |      |            |
| 13. | 「Needle return」  |      |            |
| 14. | 「Refutation」     |      |            |
| 15. | 「PLOW NOW」       |      |            |
| 16. | 「優等生」         |      |            |

## 楽曲解説
無自覚の天才
タイトルは、曲の完成後に音源を聴きながら、原作漫画を読み返した際に、主人公のユージに対して「こいつって自覚してないから天才なんだな」と感じたことで名付けられた。
2022年3月に開催されたワンマンライブにて、テレビアニメ『転生賢者の異世界ライフ 〜第二の職業を得て、世界最強になりました〜』のオープニング主題歌となることが発表され、アニメ放送開始日の7月4日に先行配信された。
アニメ!アニメ!による読者アンケート「2022年夏アニメ主題歌、どの曲が好き？ OPテーマ編」では13位にランクインしている。
恋愛卒業証書
本作唯一のバラード曲で、「結局死ぬのになぜふたりになろうとするのか」、「ひとりで死ぬほうが誰も悲しませないのに」という恋愛の別れと死による別れについての2つの気持ちが歌われた楽曲となっている。
豆知識
歌詞にいろいろな「豆知識」が散りばめられた楽曲となっており、歌詞を書くにあたり豆知識を一つ一つ調べながら作っていったという。

## タイアップ
| 年     | 楽曲         | タイアップ                                                                                          |
| ------ | ------------ | --------------------------------------------------------------------------------------------------- |
| 2022年 | 無自覚の天才 | テレビアニメ『転生賢者の異世界ライフ 〜第二の職業を得て、世界最強になりました〜』オープニングテーマ |